# Lauritta Onye
Lauritta Onye, née le 4 janvier 1984 à Owerri (Nigeria), est une athlète handisport nigériane. Elle participe aux lancers dans la catégorie F40. Lauritta Onye est également une actrice, tournant sous le nom de Laury White. 

## Biographie
Lauritta Onye naît le 4 janvier 1984 à Owerri, au Nigeria, mais sa famille est originaire d'Ikeduru,. Onye naît avec une forme d’achondroplasie et mesure 1,25 m (4′ 1″),. En dehors de l'athlétisme, Lauritta Onye ambitionne d'être actrice. En 2015, elle joue dans le film nollywoodien Lords of Money sous le nom de Laury White. 

## Carrière d'athlétisme
Lauritta Onye commence l’athlétisme en 2007, mais ne se démarque pas sur le plan international avant le changement de classification qui a eu lieu en 2012 pour l'athlétisme handisport. Avant 2012, les athlètes de petite taille étaient classés dans la catégorie F40, qui comprenait toute compétitrices de moins de 140 cm. Pour tenter de rééquilibrer les choses, le Comité international paralympique décide en 2012 de diviser la catégorie F40 en deux et de créer la F41, réservant la F40 aux athlètes féminines de moins de 125 cm. Lauritta Onye devient alors une des athlètes les plus grandes de sa catégorie. 
Pour sa première compétition, elle remporte la médaille d'argent lors des All Africa Games 2011 qui se déroulent au Mozambique. 
Les Championnats du monde d'athlétisme handisport 2015 qui se déroulent à Doha, sont l'un des premiers grands événements internationaux à organiser une épreuve de lancer pour les athlètes de catégorie F40. Lauritta Onye participe alors à la seule épreuve de lancer pour sa catégorie, le lancer de poids. Elle est considérée comme une des favorites car elle vient de battre le record du monde en Tunisie au début de cette année-là en réalisant un lancer à 7,59 m. À Doha, Lauritta Onye améliore son propre record avec un jet à 7,72 m lors de sa première tentative. Sa rivale la plus proche, la Néerlandaise Lara Baars, réussit à améliore le record d'Europe avec un lancer à 6,80 m, près d'un mètre derrière Lauritta Onye,. C'est la seule médaille des championnats pour l'équipe nigériane. 
À leur retour au Nigéria, les principaux athlètes olympiques et paralympiques du pays sont reçus par le président Buhari, qui leur octroie des fonds pour les aider dans leur entraînement jusqu'aux Jeux de 2016 à Rio de Janeiro. Pourtant ni elle ni son entraîneur ne reçoivent d'argent, ce qui a un impact négatif sur ses préparatifs pour Rio. Elle pense que c’est parce qu’elle est une athlète handicapée que l’argent ne lui a pas été alloué. En réponse, elle menace de se retirer des Jeux. 
Malgré les difficultés financières, Lauritta Onye représente le Nigeria aux Jeux paralympiques d'été de 2016, au lancer du poids en catégorie F40. Lauritta Onye domine et remporte la compétition. En devenant la première athlète F40 à lancer à plus de huit mètres, Lauritta Onye réagit avec enthousiasme et fait la roue devant la foule brésilienne.
Aux Mondiaux 2019, elle remporte la médaille de bronze au lancer du poids F40 avec un jet à 8,00 m. Lauritta Onye termine aussi 11e du lancer du disque F41 avec une marque à 20,5 m.